# Fengyang, Lianzhou
Fengyang är en köping i sydöstra Kina. Den ligger i Lianzhou i staden Qingyuan i provinsen Guangdong, omkring 240 kilometer nordväst om provinshuvudstaden Guangzhou. Antalet invånare är 16 916. Befolkningen består av 8 191 kvinnor och 8 725 män. Barn under 15 år utgör 19,0 %, vuxna 15-64 år 65 %, och äldre över 65 år 14,0 %.